# Божино
Божино (бел. Божына) — деревня в Березинском районе Минской области Беларуси. Входит в состав Богушевичского сельсовета.

## География
Деревня находится в восточной части Минской области, на правом берегу реки Березины, к востоку от автодороги Р-67, на расстоянии приблизительно 9 километров (по прямой) к юго-западу от города Березино, административного центра района. Абсолютная высота — 154 метра над уровнем моря. Площадь населённого пункта — 0,5084 км².

## История
По письменным источникам деревня известна XVI века. В 1777 году была построена деревянная церковь во имя Илии Пророка. После 1-го раздела Речи Посполитой (1772 год) в составе Российской империи.
В 1897 году являлась центром Бродецкой волости Игуменского уезда Минской губернии, насчитывалось 39 дворов и 254 жителя. Действовали богадельня, хлебный магазин и церковно-приходская школа. По состоянию на 1909 год, в Божине имелось 37 дворов и проживало 256 человек.
В 1930 году, в ходе проведения коллективизации, был образован колхоз «Комбайн».

## Население
По данным переписи 2019 года, в деревне проживал 41 человек.
| Год  | Население, человек |
| ---- | ------------------ |
| 1800 | 362                |
| 1897 | ↘ 254              |
| 1909 | ↗ 256              |
| 1926 | ↗ 263              |
| 1960 | ↘ 219              |
| 2008 | ↘ 66               |
| 2009 | ↘ 55               |
| 2019 | ↘ 41               |